# Al Casey
Pour les articles homonymes, voir Casey.
Al Casey, né le 15 septembre 1915 à Louisville dans le Kentucky et mort le 11 septembre 2005 à New York, est un guitariste de jazz américain.

## Biographie

### Jeunesse et formation
Sa mère Maggie a commencé son apprentissage de la musique en lui donnant des cours de violon, puis en 1920, après la mort de sa mère, orphelin, il est adopté par ses oncles et tantes, il continue son apprentissage de la musique en chantant avec eux au sein d'un groupe de Negro's spiritual, les Southern Singers. Il apprend ensuite la guitare en 1930 à la Martin Smith music school de New York et il commence à se produire à l'Apollo Theater de Harlem,,,.

### Carrière
En 1933 Al Casey rencontre Fats Waller et joue dans son orchestre de 1934 à 1943. Après 1943 il choisit la guitare électrique et forme un trio.
En 1957, il rejoint le King Curtis All-Stars, puis joue avec le batteur Curley Hamner. Il travaille ensuite en free-lance avec Bob Wilber, Milt Buckner, Jay McShann.
Il a accompagné notamment Louis Armstrong (1947), Billie Holiday, Frank Newton, Pat Flowers, Coleman Hawkins (1943), Benny Carter (1946), Earl Hines (1944), Teddy Wilson (1939-40) et Chu Berry (1941),,.
Depuis les années 1980 jusqu'en 2001, il jouait au sein du Harlem Blues and Jazz Band (en) fondé par Albert Vollmer.

### Vie personnelle
Al Casey décède des suites d'un cancer du côlon au Dewitt Rehabilitation Center de New York.
Ses funérailles ont eu lieu a la St. Peter's Church, au coin de la 54° rue et Lexington Avenue.
À noter que selon les recherches du journaliste de jazz George A. Borgman, la date de naissance d'Al Casey est probablement fausse. Il serait né vraisemblablement en septembre 1917.